# Diocesi di Cesariana
La diocesi di Cesariana (in latino: Dioecesis Caesariensis) è una sede soppressa e sede titolare della Chiesa cattolica.

## Storia
Cesariana nell'odierna Algeria, è un'antica sede episcopale della provincia romana di Numidia. Questa località è menzionata, con il nome di Kasariana, in un'iscrizione scoperta a Arsacal, e ancora nelle Gesta apud Zenophilum del 303; ed è identificabile con le rovine che si trovano a Kessaria sulla strada che da Cirta porta a Sétif, al confine tra la Numidia e la Mauritania Sitifense.
A questa antica diocesi viene attribuito un solo vescovo, il donatista Cresconius Caesarianensis, che prese parte alla conferenza di Cartagine del 411, che vide riuniti assieme i vescovi cattolici e donatisti dell'Africa romana. In quest'occasione, la sede, a dire di Cresconio, non aveva un vescovo cattolico. A questa affermazione, rispose il cattolico Novato di Sitifi, sostenendo che in Cesariana esisteva una comunità cattolica, perseguitata da Cresconio, con un proprio prete e una propria chiesa.
Mandouze ipotizza l'identificazione di Caesarianensis con Caesariensis; se così fosse, Cresconio apparterrebbe alla diocesi di Cesarea di Numidia.
Dal 1933 Cesariana è annoverata tra le sedi vescovili titolari della Chiesa cattolica; dal 15 gennaio 2008 il vescovo titolare è Josafat Oleh Hovera, esarca arcivescovile di Luc'k.

## Cronotassi

### Vescovi residenti
- Cresconio † (menzionato nel 411) (vescovo donatista)

### Vescovi titolari
- Fulton John Sheen † (28 maggio 1951 - 21 ottobre 1966 nominato vescovo di Rochester)
- Angelo Felici † (22 luglio 1967 - 28 giugno 1988 nominato cardinale diacono dei Santi Biagio e Carlo ai Catinari)
- Giovanni Lajolo (3 ottobre 1988 - 24 novembre 2007 nominato cardinale diacono di Santa Maria Liberatrice a Monte Testaccio)
- Josafat Oleh Hovera, dal 15 gennaio 2008